# 水口健次
水口 健次（みずぐち けんじ、1932年8月16日 - 2008年10月29日）は、経済評論家。戦略デザイン研究所、市場調査研究所所長、日本マーケティング塾塾長。

## 生涯
愛媛県生まれ。
1957年立命館大学法学部卒業後、市場調査研究所（現・日本マーケティング研究所）の設立に参画した。その後、同所代表取締役社長に就任。
1989年には、自ら戦略デザイン研究所を設立し、代表取締役所長に就任した。
2008年10月29日、転移性肝腫瘍のため死去。

## 主な著書
- 「実戦マーケティング・コミュニケーション」（監修）
- 「創21・脱成熟の戦略原理」（編著）
- 「会社のバックボーン」（監修）
- 「営業の再生」
- 「営業戦略大修正」
- 「チャネル・リンケージの近未来」（共著）
- 「マーケティング戦略の実際」
- 「顧客接点のマーケティング」
- 「いやでもわかるマーケティング」（編著）
- 「冒険するマーケティング」（編著）
- 「売る力を2倍にする戦略ガイド」